# Nécropole nationale de Montdidier
La nécropole nationale de Montdidier est un cimetière militaire français de la Première Guerre mondiale édifié en 1924 sur le territoire de la commune de Montdidier.

## Localisation
La nécropole nationale est située en bordure de la R.D. 930 (Montdidier-Roye) entre Montdidier et Faverolles, à côté de la zone industrielle de la Roseraie.

## Historique
La nécropole nationale de Montdidier a été créée en 1924, elle rassemble des dépouilles de soldats français provenant de différents cimetières militaires de la Somme. En 1935-1936, on procéda a de nouveaux transferts de corps dans cette nécropole.

## Caractéristiques
La nécropole, d'une superficie de 2,61 ha, réunit les corps de 7 418 soldats dont 5 801 sont inhumés dans des tombes individuelles et 1 617 dans deux ossuaires. 
On a regroupé dans ce lieu des corps exhumés de différents cimetières militaires de la Somme en 1924, 1935 et 1936. S'y trouvent également les tombes d'un soldat belge et d'un soldat italien.
Vingt-quatre aviateurs, 13 de la Royal Air Force, 10 de la Royal Canadian Air Force et 1 de la Royal Australian Air Force, morts au cours de la Seconde Guerre mondiale sont inhumés dans cette nécropole.